# Étienne Morillon
Étienne Morillon (fl. XX secolo) è stato un calciatore francese, di ruolo difensore.

## Carriera

### Nazionale
Venne convocato dalla Nazionale francese B che partecipò ai Giochi olimpici del 1908, tuttavia non disputò l'unica partita giocata dalla sua Nazionale in quell'edizione.